# 弗爾島 (特倫德拉格郡)
- 關於挪威语原名同名的市镇，請見「弗略阿」。
- 關於韦斯特兰郡的同名岛屿，請見「弗爾島 (韋斯特蘭郡)」。

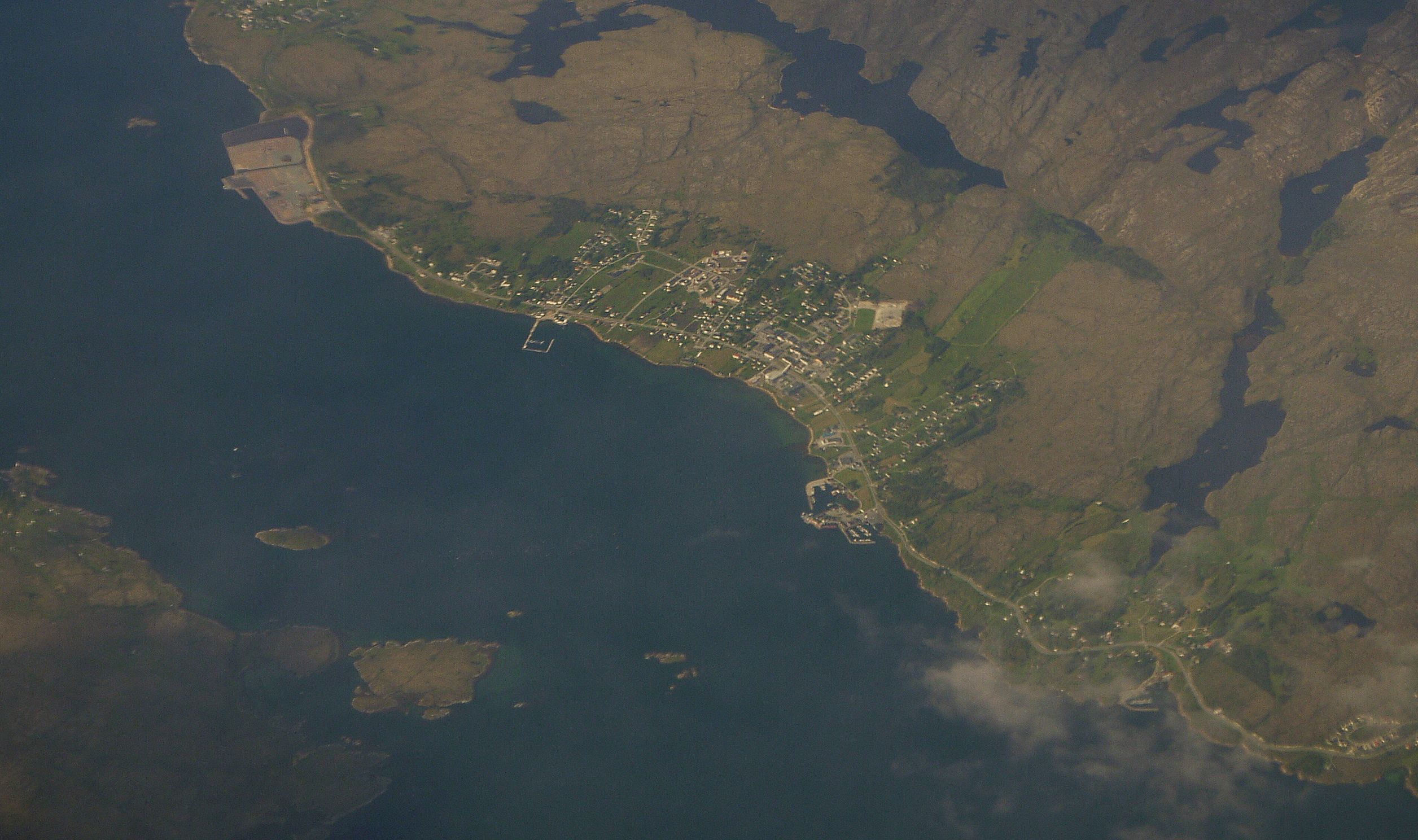
弗尔岛上锡斯特兰阿村的上空照

弗尔岛（挪威語：Frøya）是挪威特伦德拉格郡弗略阿市镇的岛屿，面积为152平方公里，占据弗略阿市镇总面积的63%。该岛与挪威大陆之间隔着希特拉島。